# Underscore.js
Underscore.jsは、JavaScriptのライブラリー。Prototype.jsやRubyと同等の機能を備えるが、プロトタイプを拡張する代わりに関数型プログラミングを採用している。例えば、_.each()は提供されていればネイティブなforEachを、そうでない場合は互換性がある実装を使用する。

## 歴史
開発が開始されたのは2009年であるが、近頃ではLodashに先を越されている。そのため、開発のペースは低下し、開発の中心的人物はUnderscoreからLodashに注力するようになった。

## 内容
Underscoreは100以上の関数を実装しており、4つの主要なカテゴリに分けられる:配列を操作する関数、オブジェクトを操作する関数、その両者を操作するコレクションと呼ばれる関数、そして他の関数を操作する関数。そして、"Utility"と"Chaining"というカテゴリも存在する。